# Regelbau Vf7c
La casemate de type Regelbau Vf7c est une casemate répondant au standard Regelbau. Sa mission est de servir de soute à munitions.

## Construction
Les plans de la casemates datent de 1942. La construction nécessitait la coulée de 180 m3 de béton.

## Architecture
La casemate fait 9,4 m de long pour 8,6 m de large et 3,5 m de haut.